# Cordelia Vorkosigan (roman)
Pour les articles homonymes, voir Cordelia.
Cordelia Vorkosigan (titre original (en) Shards of Honor) est un roman de science-fiction de l'écrivaine américaine Lois McMaster Bujold, paru en 1986. Il fait partie de la Saga Vorkosigan dont il constitue le deuxième volet suivant l'ordre chronologique de l'univers de la Saga Vorkosigan.
Les éditions J'ai lu ont réédité l'ensemble des œuvres de la saga Vorkosigan en intégrale dans des traductions révisées. Le titre français du roman Cordelia Vorkosigan a changé à sa réédition en 2011 pour devenir L'Honneur de Cordelia.

## Résumé
Au cours d'une mission d'exploration, chargée d'étudier une planète par une équipe betanne, le capitaine Cordelia Naismith est "capturé" par le commodore Aral Vorkosigan désigné comme le « Boucher de Komarr ». Celui-ci a été trahi par son état-major. Au cours de leur périple, le commodore et le capitaine Cordelia Naismith vont se rapprocher au fil des rencontres « fortuites » ayant lieu dans le livre. Aral confond ceux qui l'ont trahi et Cordelia l'aide à se débarrasser des traîtres avant de retourner sur sa planète.
Ils sont amenés à se rencontrer de nouveau lors de la tentative barrayan de conquête de la planète Escobar, lorsque Cordelia est faite prisonnière par les Barrayans. Après que son équipe fut décimée lors de la mission d'exploration, elle avait accepté de fournir des armes à Escobar. Lors de sa captivité et avant d'être cachée par Aral, elle est amenée à  Vorrutyer Ges, un officier et un noble sadique. Aimant infliger des tortures aux autres, il a conditionné le sergent Bothari pour qu'il exécute toutes ses envies : notamment le viol des prisonnères. Vorrutyer tente d'obliger le sergent à violer Cordelia, mais par la pitié qu'exprime Cordelia pour Bothari, celui-ci tue Vorrutyer. L'attaque d'Escobar est un échec militaire du fait de la puissance supérieure de cette planète. Le prince de Barrayar, acolyte en sadisme de Vorrutyer, est tué. Aral est alors désigné pour diriger la retraite. On apprend que le but de l'empereur de Barrayar était cet échec et la disparition de son propre fils, le prince, et de tous ses camarades, amateurs de sadisme.
Aral est installé à la tête de la gestion des camps de prisonniers et de prisonnières, celles-ci ayant souvent subi des viols. Cordelia est admise dans un de ces camps. Aral fait une demande en mariage à Cordelia qui ne peut accepter tout de suite au vu de la situation.
Les prisonniers sont rapatriés chez eux et Cordelia est fêtée en héroïne. Comme elle a été faite prisonnière, elle a droit à une aide psychologique, mais ayant appris certains secrets sur Aral et l'attaque d'Escobar qu'elle cache, les psychologues s'acharnent à vouloir les lui faire dire pour son bien, l'amenant au bord de la rupture psychologique. Elle s'enfuit vers Barrayar où elle retrouve Aral devenue une épave après son départ. Elle accepte alors de se marier avec lui.

### Personnages principaux
Les personnages principaux sont classés par ordre alphabétique :
- Bothari Konstantine ;
- Cordelia Naismith (Capitaine) ;
- Aral Vorkosigan (Commodore) ;
- Ges Vorrutyer.

### Personnages secondaires
Les personnages secondaires sont classés par ordre alphabétique :
- Serg Vorbarra ;
- Elisabeth Naismith.

## Éditions
- Shards of Honor, Baen Books, 1986
- Cordelia Vorkosigan, J'ai lu, Coll. « Science-Fiction », no 3687, 1994, traduction de Michel Deutsch  (ISBN 2-277-23687-X)
- Cordelia Vorkosigan, J'ai lu, Coll. « Science-Fiction », no 3687, 1995, traduction de Michel Deutsch  (ISBN 2-277-23687-X)
- Cordelia Vorkosigan, J'ai lu, Coll. « Science-Fiction », no 3687, 1996, traduction de Michel Deutsch  (ISBN 2-290-03687-0)
- Cordelia Vorkosigan, J'ai lu, Coll. « Science-Fiction », no 3687, 2001, traduction de Michel Deutsch  (ISBN 2-290-31504-4)
- Cordelia Vorkosigan, J'ai lu, Coll. « Science-Fiction », no 3687, 2005, traduction de Michel Deutsch  (ISBN 2-290-31504-4)
- L'Honneur de Cordelia, in recueil La Saga Vorkosigan : Intégrale - 1, J'ai lu, Coll. « Nouveaux Millénaires », 2011, traduction de Michel Deutsch révisée par Sandy Julien  (ISBN 978-2290029183)